# Ostromir-Evangeliar

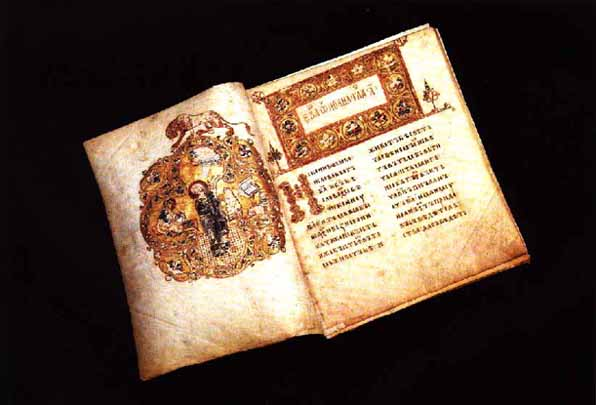
Ostromir-Codex, Anfang des Johannes-Evangeliums

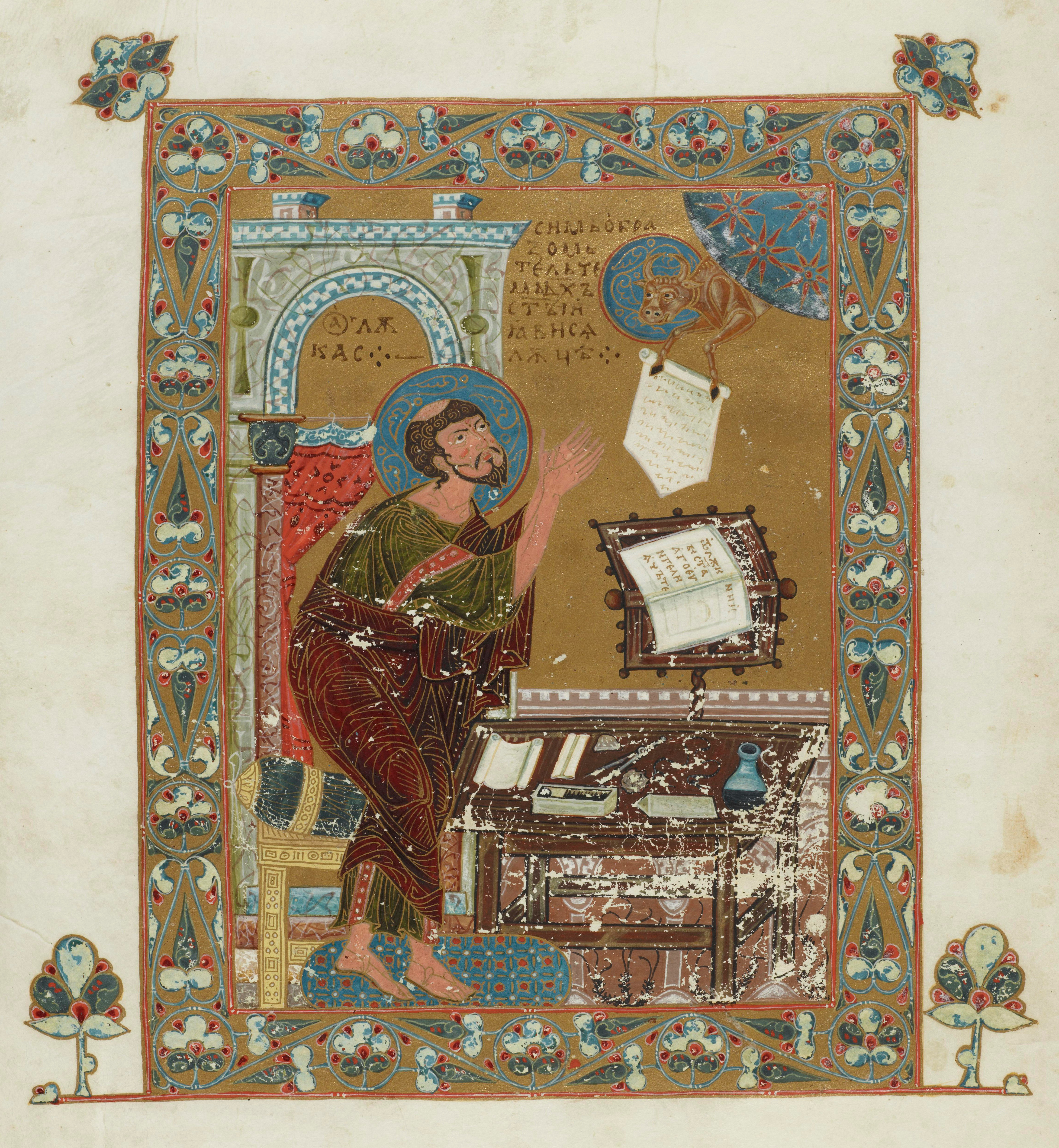
Evangelist Lukas

Das Ostromir-Evangeliar ist eine illustrierte Handschrift in kirchenslawischer Sprache von 1056/57 aus Nowgorod. Es ist die älteste datierte ostslawische Pergamenthandschrift und das zweitälteste bekannte ostslawische Buch überhaupt.
Das Evangeliar enthält den Text der Evangelien in einer südslawischen Fassung. Als Aprakosevangelium oder Evangelistar bietet es nicht die vier Evangelien geschlossen hintereinander, sondern die Evangelienlesungen im Laufe des Kirchenjahres, und beginnt mit dem Anfang des Johannes-Evangeliums („Im Anfang war das Wort...“). Es sind drei Darstellungen von Evangelisten erhalten.
Die Handschrift wurde für den Nowgoroder Statthalter Ostromir angefertigt, wie eine Notiz am Ende des Textes erläutert, die u. a. auch den Namen des Schreibers („Ich, der Diakon Grigorij...“) und den genauen Zeitraum der Anfertigung enthält. Auf dem Deckblatt befindet sich ein alter Besitzeintrag der Nowgoroder Sophienkathedrale.
Die Handschrift befindet sich heute in der Russischen Nationalbibliothek in Sankt Petersburg.

## Sprache

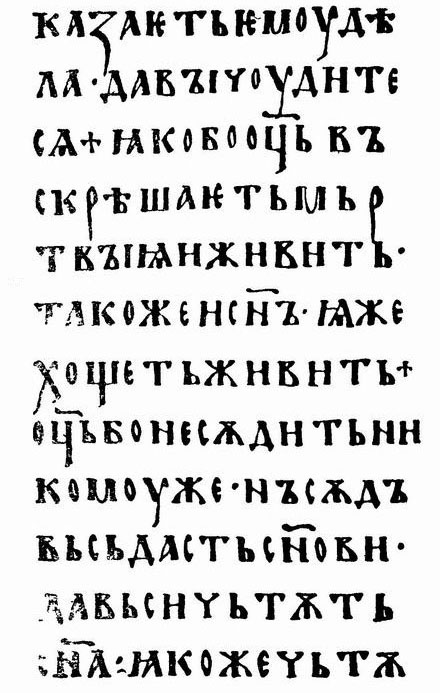

Auch wenn die Sprache sehr archaisch ist und nur geringe Unterschiede zu den altkirchenslawischen Evangelienhandschriften wie dem Codex Zographensis oder der Sawwina kniga aufweist, finden sich einige sprachliche Merkmale, die August Leskien dazu veranlassten, das Ostromir-Evangelium nicht zum Kanon des klassischen Altkirchenslawischen zu zählen. Solche Sprachmerkmale sind beispielsweise die Verwendung von etymologisch korrektem -ть statt -тъ in der 3. Person Singular des Präsens oder häufige Fehler bei der Wiedergabe der altkirchenslawischen Nasalvokale.
Insofern kann das Ostromir-Evangelium als archaischer Vertreter der russisch-kirchenslawischen Schriftkultur angesehen werden.